# Raková (Repubblica Ceca)
Raková è un comune della Repubblica Ceca facente parte del distretto di Rokycany, nella regione di Plzeň.